# Kevin Levy
Pour les articles homonymes, voir Levy.
Kevin Levy, né le 28 mai 1988 à Paris, est un humoriste et acteur français.

## Biographie

### Débuts et formation
Kevin Levy débute sa formation artistique à 16 ans à l'Académie internationale de comédie musicale (AICOM), dont il est diplômé deux ans plus tard.

### Carrière sur scène
Dès 2005, il joue dans plusieurs comédies musicales et pièces de théâtre, notamment :  
- Clémenceau, la tranchée des baïonnettes
- Le Portrait de Dorian Gray (Café de la Gare)
- Anne Frank (Théâtre Le Gymnase)
- Un Violon sur le Toit (Le Palace)
- Le Chanteur de Mexico (Opéra d'Avignon)

En 2014, il forme un duo comique avec Tom Leeb et crée le spectacle Kevin & Tom, joué au Théâtre Edgar à Paris. Le succès de ce spectacle leur permet d'assurer la première partie de Gad Elmaleh à l'Olympia et en tournée.
En 2024, il présente son spectacle solo Cocu au Théâtre de la Gaîté Montparnasse, où il traite avec humour et émotion de son expérience personnelle de l’infidélité, mêlant stand-up, danse, musique et improvisation. Selon un article de la RTBF, Kevin Levy déclare : « Ça fait mal à l'ego, mais il faut rire de tout ».
En décembre 2024, il collabore avec Damien Chicot, consultant artistique de Montpellier, qui devient son directeur technique.

### Télévision
Kevin Levy fait ses débuts à la télévision en 2008 dans la série Profilage sur TF1. En 2012, il coécrit et joue dans la série humoristique Faut Pas Pousser..., diffusée sur L'Énôrme TV. Il participe également à La Grosse Émission sur Comédie+, produite par Cyril Hanouna.
Kevin Levy rejoint la série quotidienne de TF1 Demain nous appartient en 2023. Il y interprète le personnage de Bruno Paoletti, un homme au passé compliqué, marqué par des problèmes d’alcoolisme et des relations difficiles avec son fils Nathan comme le décrit Kevin Levy lors d'une interview pour le site AlloCiné.
En 2023, il interprète le rôle du Capitaine Vincent Schiller dans le téléfilm français À côté de ses pompes diffusé sur France 2 le 13 décembre 2023 avec Jarry et Francis Perrin dans les rôles principaux.

### Cinéma
En 2014, il apparaît dans Bon rétablissement ! de Jean Becker. En 2017, il interprète le nain Bolosse l’un des sept nains, dans Les Nouvelles Aventures de Cendrillon, réalisé par Lionel Steketee.

### Enseignement
En parallèle de sa carrière d’artiste, Kevin Levy est professeur de chant à l’AICOM, où il forme de nouveaux talents en comédie musicale.
Depuis la rentrée 2024, Kevin Levy est le parrain officiel d’Enki School, la première école de comédie musicale de Belgique, basée à Liège d'Enkivox. En tant qu’artiste pluridisciplinaire, il soutient activement cette structure dédiée à la formation des jeunes talents dans les domaines du chant, du théâtre et de la comédie musicale.

## Vie privée
Kevin Levy est en couple avec la comédienne Aurore Delplace. Après plusieurs années de relation, ils se sont mariés le 29 juillet 2023